# 롱 라이더스!

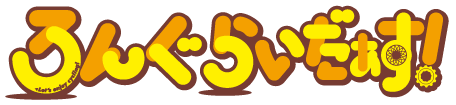

《롱 라이더스!》(일본어: ろんぐらいだぁす!, Long Riders!), 현재 명칭 《롱라이더 스토리즈!》(일본어: ろんぐらいだぁすとーりーず！)는 미야케 타이시 원작의 만화, 그리고 이후 나온 애니메이션이다. 자전거를 전혀 몰랐던 여대생이 주변의 또래와 선배와 마주쳐 가며, 장기적으로는 브레베와 플레쉬에 도전하며 성장해 간다는 이야기를 담고 있다.

## 명칭에 관하여
이 만화 작품은 미야케 만화가의 란도너스 활동을 바탕으로 각색해 그렸던 동인지였던 《LONGRIDERS》를 전신으로 하고 있다. 이 동인지를 그대로 만화 작품으로 연재하게 되면서, 일본에서 란도너스를 일컫는 롱라이더라는 일반명사를 작품명으로 쓰기 힘든 것을 감안하여 히라가나로 작품 명칭을 표기하게 되었다. 미야케 만화가는 이치진사에 소속되어 월간 코믹렉스에서 연재를 이어가고 있다가, 애니메이션이 실패로 돌아간 2018년 5월부터 휴재를 하게 되었으며, 2019년에 소속 회사를 부시로드 미디어로 이적하면서 월간 부시로드에서 연재를 이어가며 현재의 이름이 되었다. 현재는 기존의 원고에 새로운 원고를 덧붙여 신장판을 발매하고 있다.

## 캐릭터
캐릭터의 나이는 5권을 전후로 한 살씩 늘어난다.

### 최초 캐릭터
쿠라타 아미(倉田 亜美, 애니메이션 성우- 토-야마 나오)
어느 대학의 1학년생. 키 150cm. 처음 자전거를 제대로 타지 못하다가 지속적으로 자전거를 타면서 성장해 가는 주역이다. 

활용 자전거: 폰티액 파이어버드 FDB166, 포커스 Culebro SL 3.0
니-가키 아오이(新垣 葵, 애니메이션 성우- 이가라시 히로미)
아미와 같은 대학의 1학년생. 키 170m. 자전거 애호가였던 아버지의 영향을 받아 이전부터 계속해서 란도너스 활동을 해 왔다. 

활용 자전거: 자이언트 Escape RX3, 펠트 F55
사이죠- 히나코(西条 雛子, 애니메이션 성우- 오오쿠보 루미)
같은 대학의 3학년생. 키 143cm. 친가가 중국요리집을 하고 있다. 밝은 성격이지만 자전거 초심자를 끌여들여서 무리한 코스에 동반하는 등 라이딩에 대한 적극성을 보인다. 

보유 자전거: 카레라 PHIBRA Two
이치노세 야요이(一之瀬 弥生 애니메이션 성우- 쿠로사와 유리코)
같은 대학의 3학년생. 키 165cm. 야오이와 같이 다니는 메이트, 히나코의 강렬한 성격을 중재하기도 하지만, 역시 라이딩에 대한 높은 기준을 가지고 있다. 

보유 자전거: 엠 마키노 사이클 팩토리의 모노크롬 로드바이크
타카미야 사키(高宮 紗希 애니메이션 성우- 히카사 요코)
같은 대학의 3학년생. 키 163cm. 뛰어난 자전거 능력을 가지고 일본 란도너스 대회에서 상위권 실력을 뽐낼 정도의 라이더. 파리 브레스트 파리 참가가 목표다. 

보유 자전거: 엠 마키노 사이클 팩토리 MK01, 캐논데일

### 후속 캐릭터
쿠라타 에미(倉田 亜美, 애니메이션 성우- 와타나베 유이)
쿠라타 아미의 여동생. 중3이다. 처음으로 언니의 ‘폰타군’(폰티엑)을 빌려 라이딩을 경험한 것을 것을 계기로 10권에서 본격적으로 자전거에 입문한다.  

보유 자전거: 자이언트 Escape R3
사에키 미야(佐伯 美弥), 애니메이션 성우- 쿠스다 아이나
애니메이션 오리지널 캐릭터. 쿠라타 에미처럼 낯을 가리는 여대생이지만 쿠라타 에미가 자전거를 탄 것을 계기로 자전거를 배우게 된다. 애니메이션 방영 이후 만화 본편에도 합류한다. 

보유 자전거: 비앙키 비고랠리

### 조연 캐릭터
파카(パカ, 애니메이션 성우토-죠- 사야코)
모든 캐릭터들이 이용하는 자전거 가게인 알파카 사이클의 점장. 말끝에 “-파카!”를 사용하는 것이 특징이다. 그 자신도 실력파 라이더이다.

## 작품 내용
1권
대학교 1학년에 진학한 쿠라타 아미는 어느 날 길가에 서 있는 접이식 자전거에 눈에 반한다. 소꿉친구인 아오이의 소개를 받아 처음으로 폰티액의 접이식 자전거를 구입하고 사카이천 사이클로드의 첫 라이딩에 나선다. 그러나 아무런 준비 없이 자전거를 타다가 당분이 떨어져 움직일 수 없게 되었다가, 지나가는 여성 사이클러 두명으로부터 기능식을 받아 도움을 받았다가, 다음 날 다시 두명을 마주친 것을 계기로 통성명을 한 네명은 히나코와 야요이를 포함해 4명으로 구성된 자전거 메이트를 구성한다. 이후 아오이 자전거 메이트는 처음으로 미우라반도를 돌며 첫 장기 자전거 여행을 성공한다.
2권
다음으로 오-타루미고개를 첫 고개 돌파 주행 경험으로 삼은 아미는 다음 단계로 야비츠고개에 도전했다가 자전거의 한계 및 더위로 인해 다리가 움직여지지 않아, 도중에 길을 되돌리게 된다. 아미를 걱정한 아오이는 기분전환을 했으면 하는 바람에 아미를 가족 여행에 초대해 군마현과 나가노현 경계에 있는 일본 국도의 최고지점인 시부고개에 여행을 간다. 고개에 도착해 일본국도최고지점비에서 기념사진을 찍고 있는 여성 자전거 동호인을 만나 충격을 받아, 로드 자전거에 관심을 가지게 된다. 여행에서 돌아와 히나코와 야오이에게서 새롭게 소개받은 사람이 그 때의 사람인 것을 계기로  자전거 메이트에 합류하게 된다. 아르바이트를 통해 자신의 첫 로드 자전거를 구입하게 된 아미는 처음으로 집에서 에노섬까지 자전거로 종주하기에 이른다.
3권
야비츠고개에 다시 도전해 완등에 성공한 아미 메이트는 도중에 동일한 유니폼을 입은 자전거 라이더들을 마주친다. 아미는 같이 달리고 있는 사람들이 자전거 유니폼을 입었으면 좋겠다는 제안을 하고, 수락된다. 메이트의 팀명을 ‘팀 포르투나’로 결정하고, 자신이 디자인한 유니폼을 제작하게 된다. 팀 포르투나와 함께 플레쉬에 도전한다는 목표를 만든 아미는 처음으로 나가노현에서 개최하는 집단 자전거 행사인 길이 100마일(약 161km)의 센추리 라이드 에 도전해, 제한시간에 맞춰 간신히 완주를 수행한다. 그러나 실력 부족을 체감하고 있던 차에, 히나코와 사키가 계속해서 연습모임 참가를 부추기면서 시즈오카현 이토-까지 100km가 넘는 첫번째 철야 라이딩에 참여하게 된다.

## 애니메이션
애니메이션 《롱 라이더스!》는 2016년 4분기에 방영되었다.
그러나 제작 일정의 부족으로 인해 다른 애니메이션과 달리 방송 연기가 이뤄지고, 방영 초기 4화가 끝나고 나서 총집편을 방송하는 등 이른바 제작지연사태를 맞이하였으며, 방영 애니메이션에서 작화나 채색 등의 실수가 노출되는 사고 또한 잦았다. 그러나 애니메이션 방영 이후 Gz브레인에서 조사해 《2017 아니메 마케팅 백서》에서 공표한 바에 따르면, 애니메이션 시청자를 대상으로 호감도 조사를 한 결과, 남성 응답자중 86.4%에 달하는 시청자가 호감을 표시해 높은 평가를 받았다.

## 지역사회와의 협력
《롱라이더 스토리즈!》는 일본의 실제 자전거도로 주행을 스토리의 주요 내용으로 하고 있기 때문에, 비슷한 시기에 널리 알려진《겁쟁이 페달》과는 달리 자전거 도로가 소재한 지역과 협력 정도가 강한 편이다.
예를 들어 만화에 등장한 지역인 코모로시에서 열리고 있는 자전거 경주인 ‘그란폰도 코모로’에 2017년부터 캐릭터 굿즈를 제공하거나 현지토크 이벤트를 개최하는 등 지속적으로 참여를 이어가고 있다.
또한 만화 5권에 등장한 세토우치 시마나미해도 자전거도로의 지속적인 운행을 위하여, 자전거 셔츠를 제작하고, 제작비를 제외한 수입금을 도로 운행료로 기부하기도 하였으며, 해당 자전거도로 주변에 있는 오-야마신사의 자판기에 《롱라이더 스토리즈!》 스킨을 입히는 등 지역사회와의 접촉을 이어나가고 있다.